# Bernardo Parentino

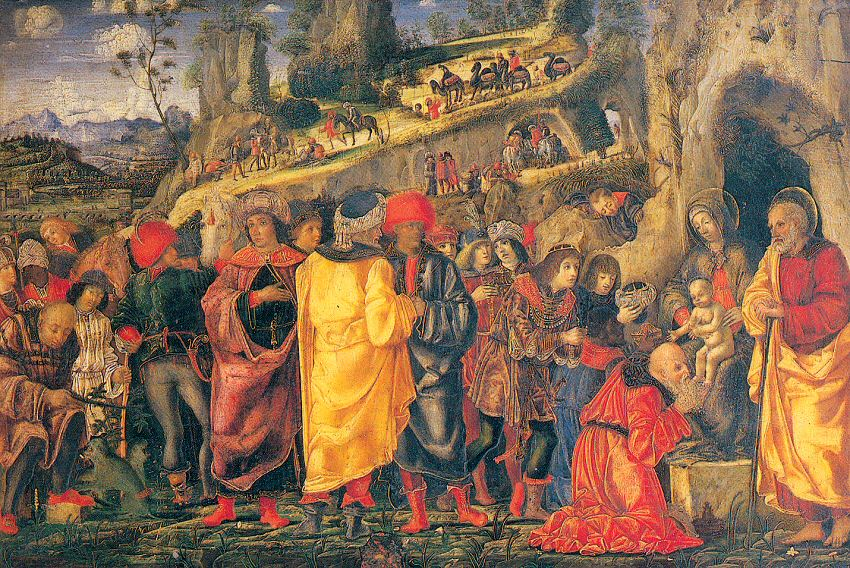
Adorazione dei Magi - Museo del Louvre - Parigi.

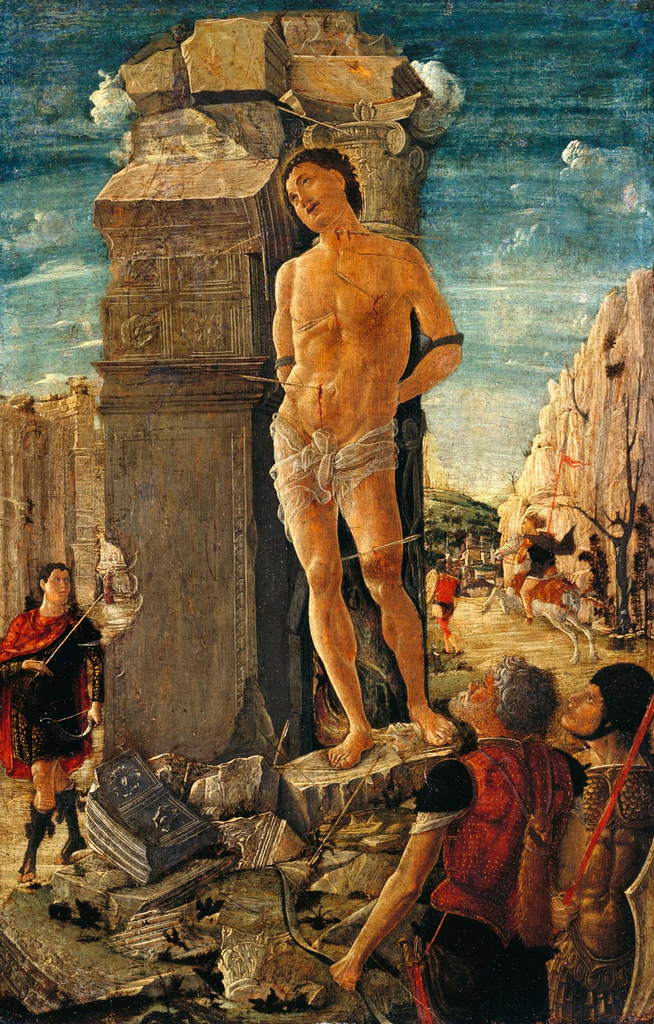
San Sebastiano, 1480 circa - Hampton Court - Londra.

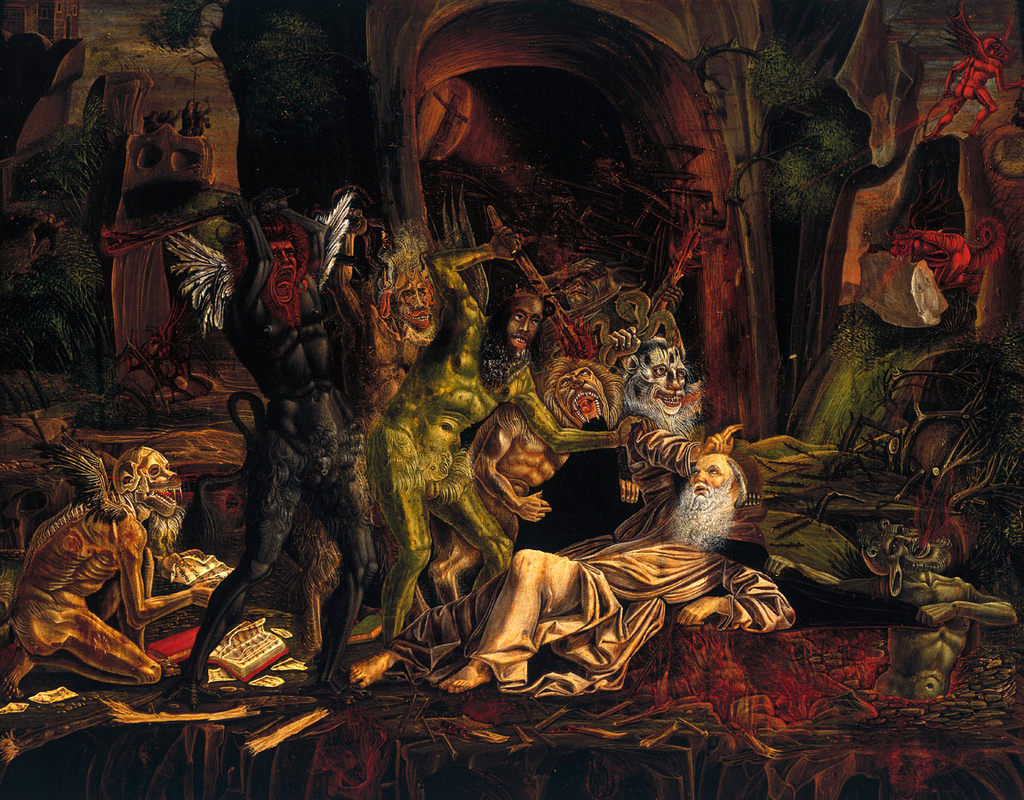
Tentazioni di Sant'Antonio - Galleria Doria Pamphilj - Roma.

Bernardo Parentino (talvolta anche Bernardino Parentino, Bernardo Parenzano o anche Bernardo da Parenzo) (Parenzo, 1437 circa – Vicenza, 28 ottobre 1531) è stato un pittore italiano.

## Biografia
Originario di Parenzo, in Istria, dove era nato presumibilmente intorno alla metà del XV secolo, probabilmente ricevette la sua prima formazione nell'ambiente dalmata dominato da Giorgio Schiavone. Già le sue prime opere sono caratterizzate da dettagli di tipo antiquario, come si può vedere da particolari che si riferiscono a lapidi e iscrizioni della sua terra; questa tendenza proseguì anche dopo il suo trasferimento in Veneto, dove entrò nell'orbita di Francesco Squarcione e della sua bottega. Ha lavorato a Mantova alla corte di Francesco II Gonzaga.

## Opere
- Adorazione dei Magi - Museo del Louvre, Parigi;
- Tentazioni di sant'Antonio, 46,4x58,2 cm, olio su tavola - Galleria Doria Pamphilj - Roma;
- San Sebastiano, 1480 circa, 51,4x34,1 cm, olio su tavola - Hampton Court - Londra;
- Scena di battaglia, 1489 ca.  - 1494 ca., affresco trasportato su tela, 47 × 54 cm -Pinacoteca Malaspina - Pavia[1];
- San Sebastiano, 91,7x31,2 cm, olio su tavola - Museo nazionale di Villa Guinigi - Lucca;
- San Rocco, 91,7x31,2 cm, olio su tavola - Museo nazionale di Villa Guinigi - Lucca.